# 40-й меридіан східної довготи
40-й меридіан східної довготи — лінія довготи, що лежить на 40 градусів східніше Гринвіцького меридіана. Вона проходить від Північного полюса через Північний Льодовитий океан, Європу, Азію, Африку, Індійський океан, Південний океан та Антарктиду до Південного полюса. Іноді, наприклад при отриманні права на членство у Європейській спілці радіомовлення і телебачення, меридіан може використовуватися для позначення східної межі Європи.
40-й меридіан східної довготи формує велике коло разом із 140-вим меридіаном західної довготи.

## Список географічних об'єктів, що перетинає 40° сх. д.
Починаючи на Північному полюсі та рухаючись до Південного полюса, 40-й меридіан східної довготи проходить через:
| Координати                                                 | Країна, територія або море | Примітки |
| ---------------------------------------------------------- | -------------------------- | --- |
| 90°0′ пн. ш. 40°0′ сх. д. / 90.000° пн. ш. 40.000° сх. д.  | Північний Льодовитий океан | |
| 80°27′ пн. ш. 40°0′ сх. д. / 80.450° пн. ш. 40.000° сх. д. | Баренцове море             | |
| 67°49′ пн. ш. 40°0′ сх. д. / 67.817° пн. ш. 40.000° сх. д. | Росія                      | Проходить через острів Лумбовський[ru] та Кольський півострів                                                     |
| 66°25′ пн. ш. 40°0′ сх. д. / 66.417° пн. ш. 40.000° сх. д. | Біле море                  | |
| 65°49′ пн. ш. 40°0′ сх. д. / 65.817° пн. ш. 40.000° сх. д. | Росія                      | |
| 65°10′ пн. ш. 40°0′ сх. д. / 65.167° пн. ш. 40.000° сх. д. | Біле море                  | Двінська губа |
| 64°45′ пн. ш. 40°0′ сх. д. / 64.750° пн. ш. 40.000° сх. д. | Росія                      | Проходить східніше Ярославля                                                                                      |
| 49°36′ пн. ш. 40°0′ сх. д. / 49.600° пн. ш. 40.000° сх. д. | Україна                    | Луганська область                                                                                                 |
| 49°9′ пн. ш. 40°0′ сх. д. / 49.150° пн. ш. 40.000° сх. д.  | Росія                      | |
| 48°53′ пн. ш. 40°0′ сх. д. / 48.883° пн. ш. 40.000° сх. д. | Україна                    | Луганська область — приблизно на 10 км                                                                            |
| 48°48′ пн. ш. 40°0′ сх. д. / 48.800° пн. ш. 40.000° сх. д. | Росія                      | |
| 48°17′ пн. ш. 40°0′ сх. д. / 48.283° пн. ш. 40.000° сх. д. | Україна                    | Луганська область — приблизно на 6 км                                                                             |
| 48°13′ пн. ш. 40°0′ сх. д. / 48.217° пн. ш. 40.000° сх. д. | Росія                      | Проходить східніше Сіріуса[ru], за 1 км на захід від кордону з Грузією                                            |
| 43°23′ пн. ш. 40°0′ сх. д. / 43.383° пн. ш. 40.000° сх. д. | Чорне море                 | |
| 40°57′ пн. ш. 40°0′ сх. д. / 40.950° пн. ш. 40.000° сх. д. | Туреччина                  | |
| 36°49′ пн. ш. 40°0′ сх. д. / 36.817° пн. ш. 40.000° сх. д. | Сирія                      | |
| 33°57′ пн. ш. 40°0′ сх. д. / 33.950° пн. ш. 40.000° сх. д. | Ірак                       | |
| 32°1′ пн. ш. 40°0′ сх. д. / 32.017° пн. ш. 40.000° сх. д.  | Саудівська Аравія          | |
| 20°15′ пн. ш. 40°0′ сх. д. / 20.250° пн. ш. 40.000° сх. д. | Червоне море               | |
| 16°3′ пн. ш. 40°0′ сх. д. / 16.050° пн. ш. 40.000° сх. д.  | Еритрея                    | Проходить через архіпелаг Дахлак                                                                                  |
| 14°27′ пн. ш. 40°0′ сх. д. / 14.450° пн. ш. 40.000° сх. д. | Ефіопія                    | |
| 3°56′ пн. ш. 40°0′ сх. д. / 3.933° пн. ш. 40.000° сх. д.   | Кенія                      | |
| 3°22′ пд. ш. 40°0′ сх. д. / 3.367° пд. ш. 40.000° сх. д.   | Індійський океан           | Проходить східніше островів Пемба, Латам[en] та Мафія, Танзанія                                                   |
| 10°8′ пд. ш. 40°0′ сх. д. / 10.133° пд. ш. 40.000° сх. д.  | Танзанія                   | |
| 10°49′ пд. ш. 40°0′ сх. д. / 10.817° пд. ш. 40.000° сх. д. | Мозамбік                   | |
| 16°12′ пд. ш. 40°0′ сх. д. / 16.200° пд. ш. 40.000° сх. д. | Індійський океан           | Мозамбіцька протока — проходить між атолами Басас-да-Індія та Європа, Французькі Південні і Антарктичні Території |
| 60°0′ пд. ш. 40°0′ сх. д. / 60.000° пд. ш. 40.000° сх. д.  | Південний океан            | |
| 68°52′ пд. ш. 40°0′ сх. д. / 68.867° пд. ш. 40.000° сх. д. | Антарктида                 | Проходить через Землю Королеви Мод (претендує Норвегія)                                                           |